# Саутуарк
Лондонский боро Са́утуарк (Саутуорк, Сатерк; англ. London Borough of Southwark МФА: [ˈsʌðək]о файле) — один из 32 боро Лондона, расположен на юге исторического Лондона, отделён от Вестминстера и Сити рекой Темзой.

## История
Возник в римский период на месте соединения древних дорог Уотлинг-стрит и Стейн-стрит перед Лондонским мостом. До 1327 года считался обособленным от Лондона городом. Потом назывался просто Боро (англ. The Borough) и, наряду с Сити, имел своего представителя в парламенте. Лондонский боро Саутуарк был сформирован в 1965 году слиянием городских районов Саутуарк, Камберуэлл и Бермондси.

## География
Основная часть Саутуарка простирается вдоль южного берега Темзы между Ламбетом (к западу) и Бермондси (на восток к Гринвичу).

## Население
По данным переписи 2011 года в Саутуарке проживало 288 700 человек. Из них 18,4 % составили дети (до 15 лет), 72,4 % лица трудоспособного возраста (от 16 до 64 лет) и 9,2 % лица пожилого возраста (от 65 лет и выше).

### Этнический состав
Основные этнические группы, согласно переписи 2007 года:
- 64,3 % — белые, в том числе 52,6 % — белые британцы, 2,6 % — белые ирландцы и 9,1 % — другие белые (португальцы, поляки, французы, австралийцы, евреи);
- 21,9 % — чёрные, в том числе 13,3 % — чёрные африканцы (нигерийцы, ганцы, ивуарийцы, сьерралеонцы), 6,9 % — чёрные карибцы (ямайцы) и 1,7 % — другие чёрные;
- 4,8 % — выходцы из Южной Азии, в том числе 2,6 % — индийцы, 1,6 % — бенгальцы и 0,6 % — пакистанцы;
- 3,8 % — метисы, в том числе 1,2 % — чёрные карибцы, смешавшиеся с белыми, 0,8 % — чёрные африканцы, смешавшиеся с белыми, 0,7 % — азиаты, смешавшиеся с белыми и 1,1 % — другие метисы;
- 2,6 % — китайцы;
- 0,9 % — другие азиаты (турки, иракцы, вьетнамцы);
- 1,6 % — другие (колумбийцы, эквадорцы, перуанцы, боливийцы).

### Религия
Статистические данные по религии в боро на 2011 год:
| Религия      | Саутуарк % | Лондон % | Англия % |
| ------------ | ---------- | -------- | -------- |
| Христианство | 52,5       | 48,4     | 59,4     |
| Ислам        | 8,5        | 12,4     | 5,0      |
| Буддизм      | 1,3        | 1,0      | 0,5      |
| Индуизм      | 1,3        | 5,0      | 1,5      |
| Иудаизм      | 0,3        | 1,8      | 0,5      |
| Сикхизм      | 0,2        | 1,5      | 0,8      |
| Другие       | 0,5        | 0,6      | 0,4      |
| Нет религии  | 26,7       | 20,7     | 24,7     |
| Не указана   | 8,5        | 8,5      | 7,2      |

## Достопримечательности
В настоящее время застройка Саутуарка преимущественно современная, с небоскрёбами и торговыми центрами. Одно из примечательных современных зданий — Сити-холл, служащее резиденцией Администрации Большого Лондона. Берега Темзы соединяет мост Миллениум, рядом с которым находится галерея современного искусства Тейт Модерн.
О богатом прошлом Саутуарка напоминают ставший одним из символов Лондона Тауэрский мост, средневековый Саутуаркский собор (в прошлом — августинский приорат) и Имперский военный музей. На набережной Бэнксайд когда-то стоял шекспировский «Глобус». Во многие языки вошло название саутуаркского приюта для умалишённых — Бедлама.
Статуя Альфреда Великого со статусом памятника архитектуры II категории .

## Галерея

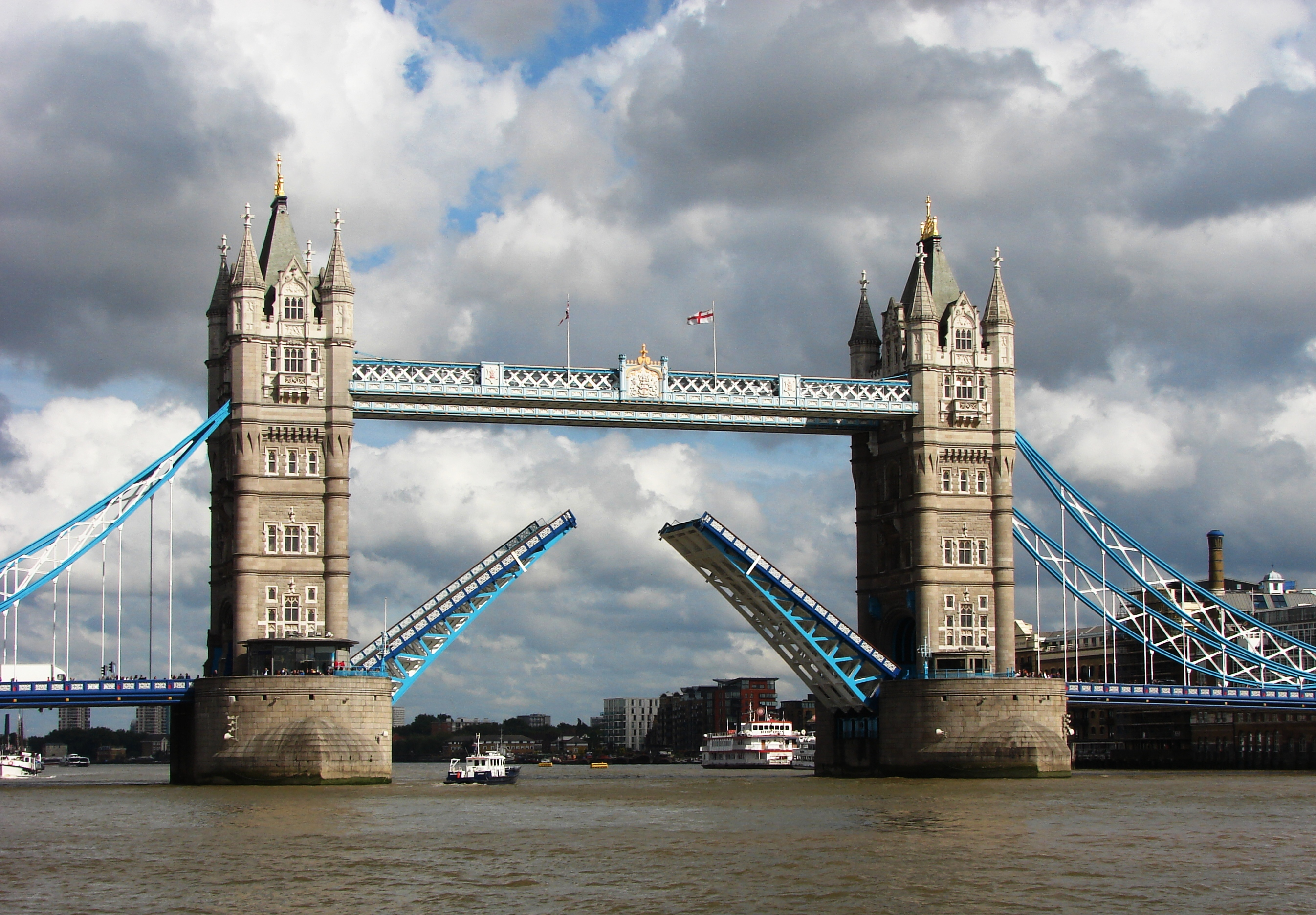
Тауэрский мост
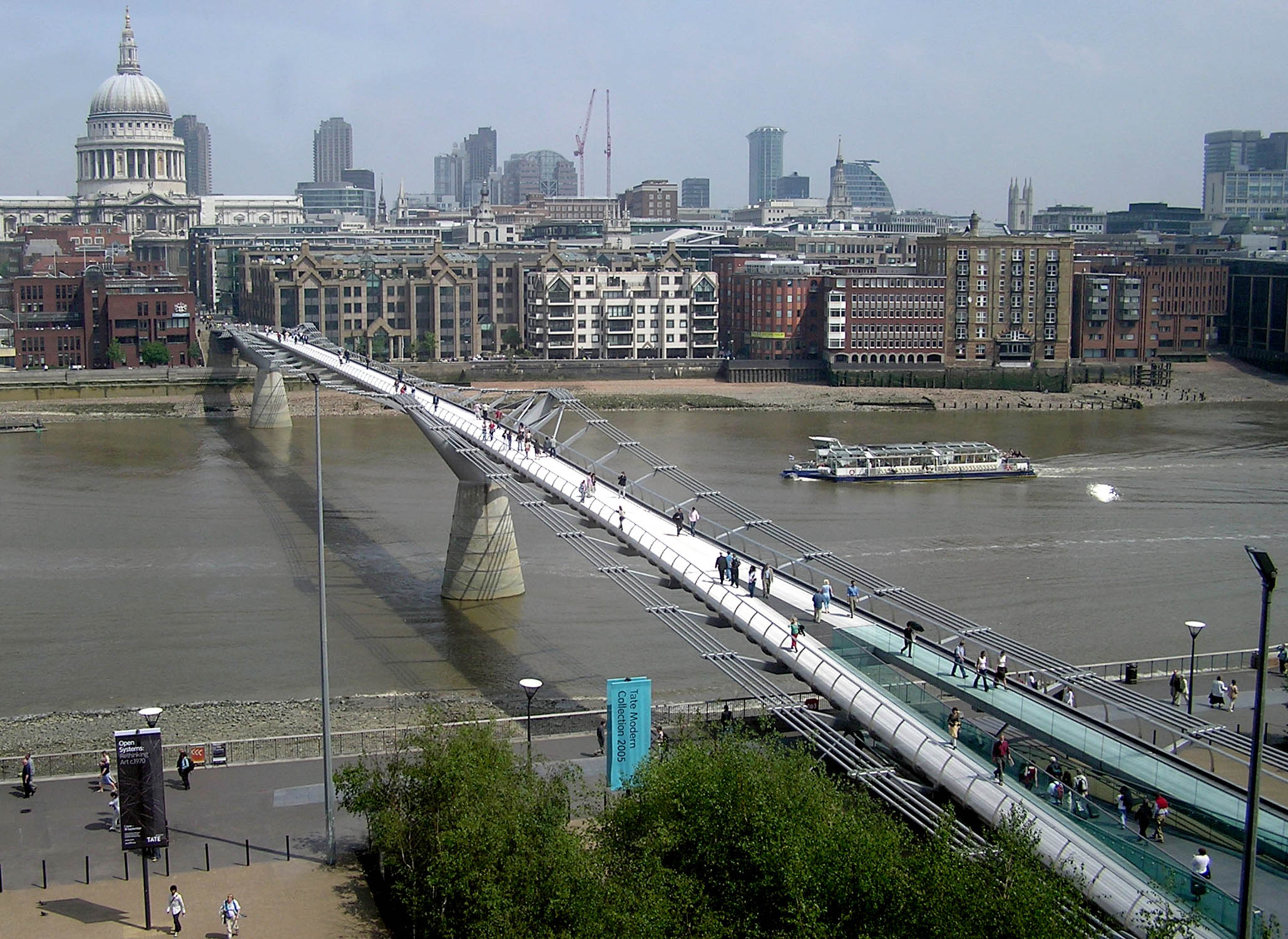
Мост Миллениум
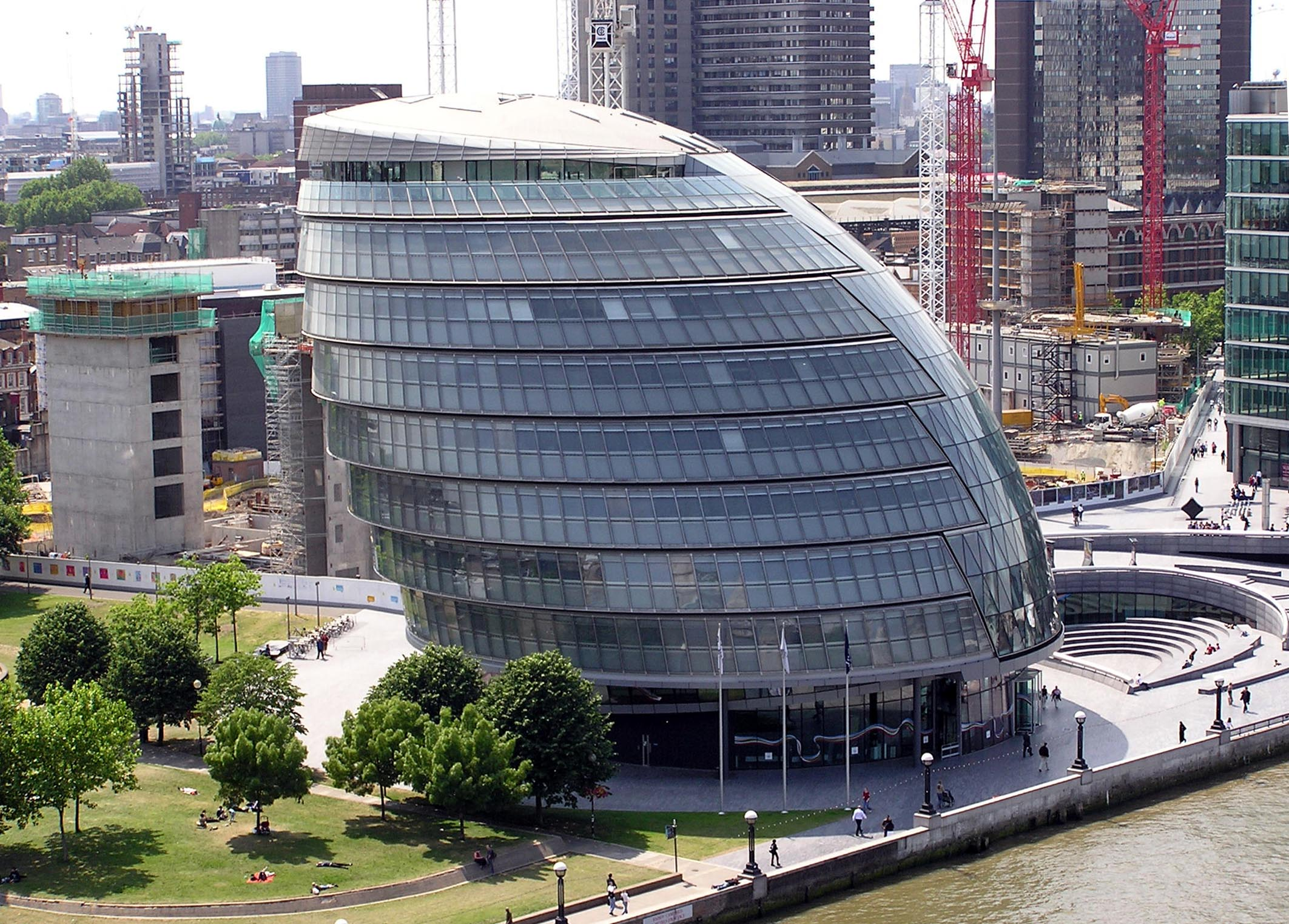
Сити-холл
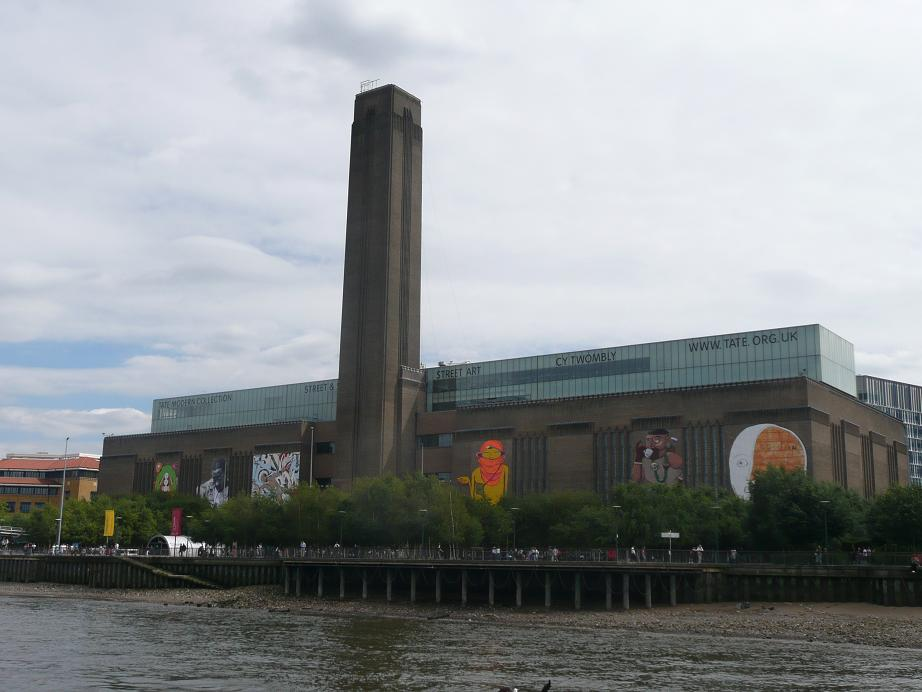
Тейт Модерн
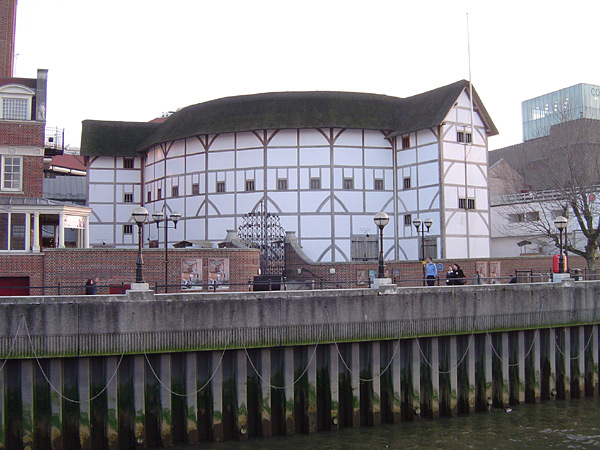
Театр «Глобус»
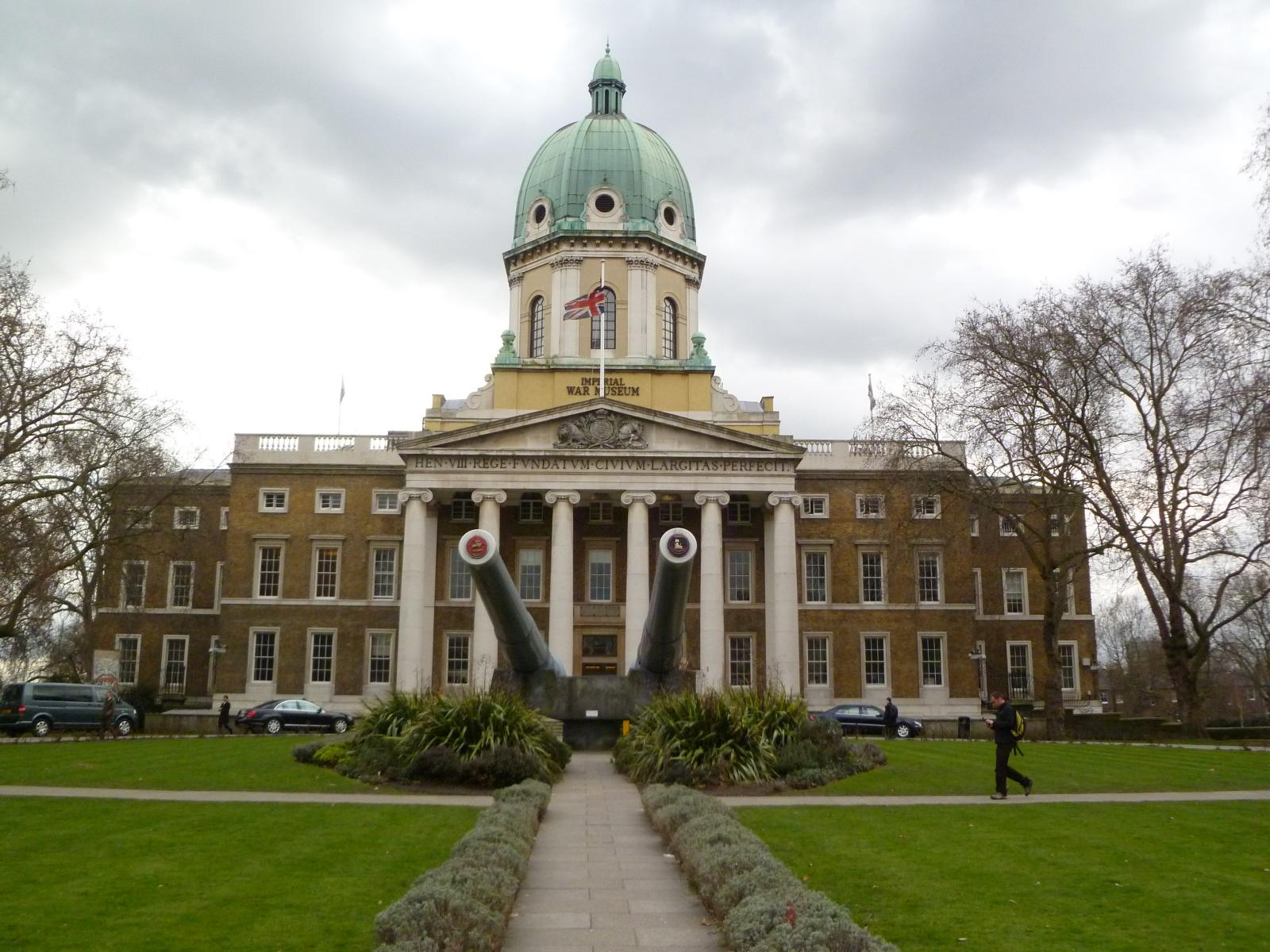
Имперский военный музей
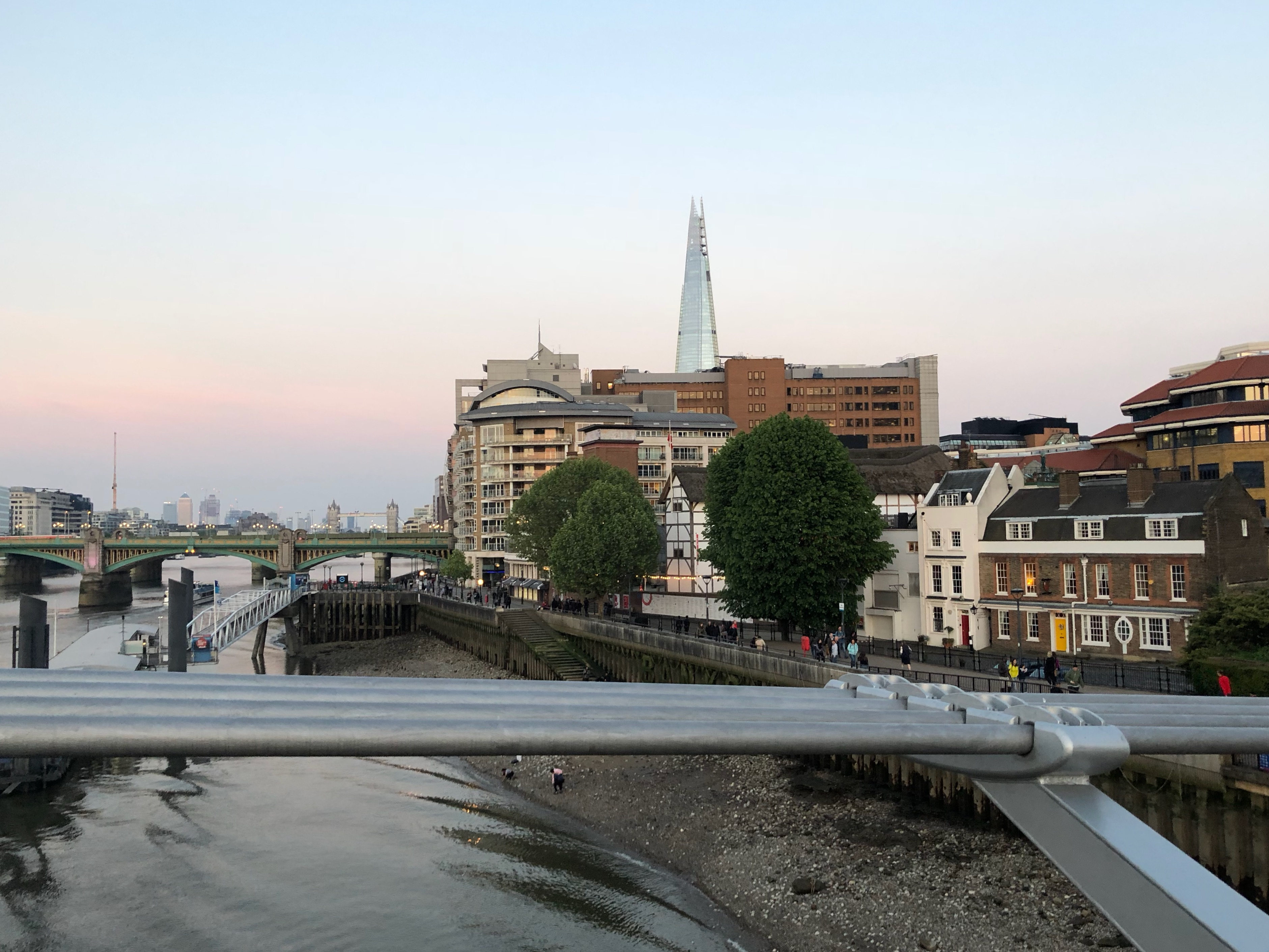
Темза от моста Миллениум